# Aloe glauca
Aloe glauca là một loài thực vật có hoa trong họ Măng tây. Loài này được Mill. mô tả khoa học đầu tiên năm 1768.

## Hình ảnh

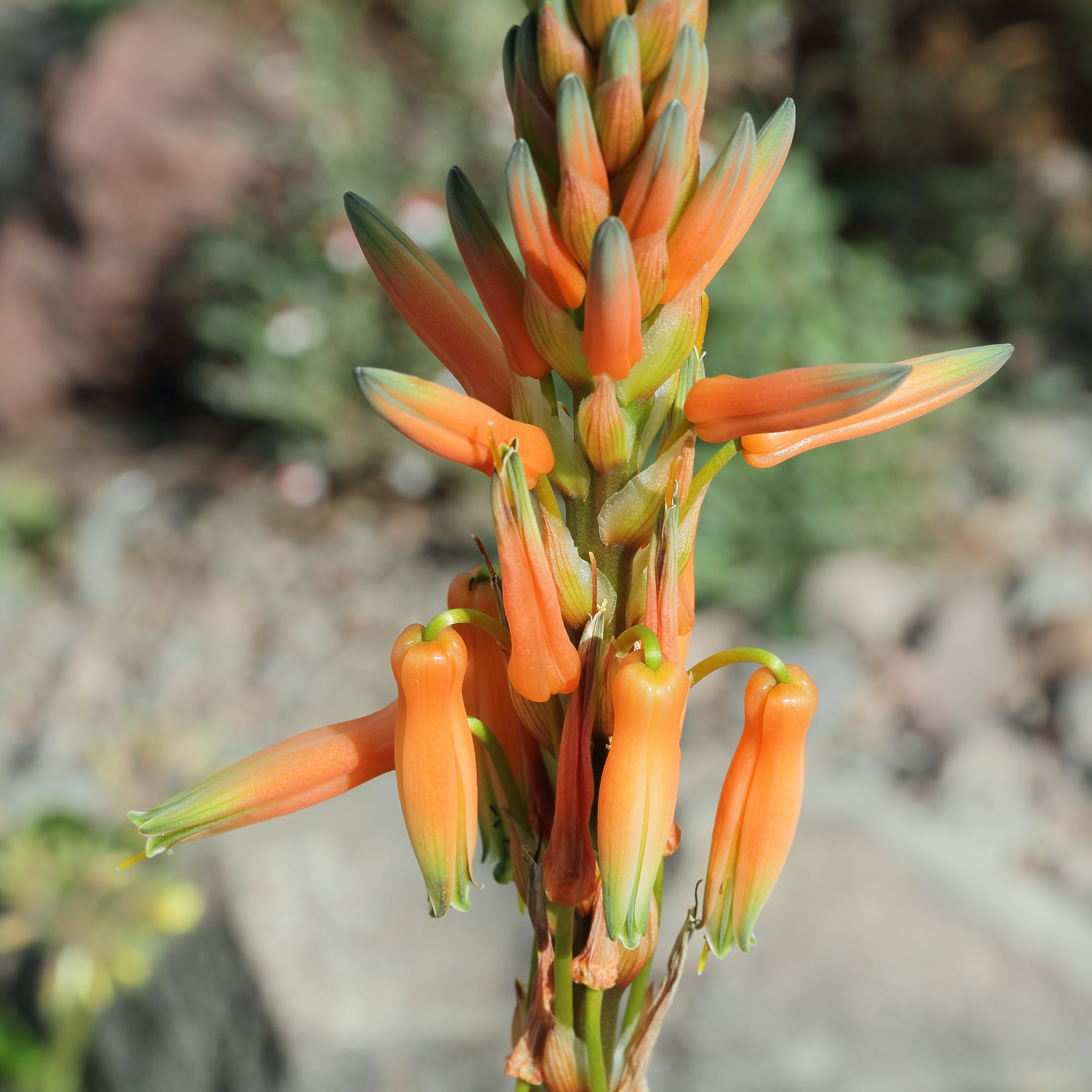
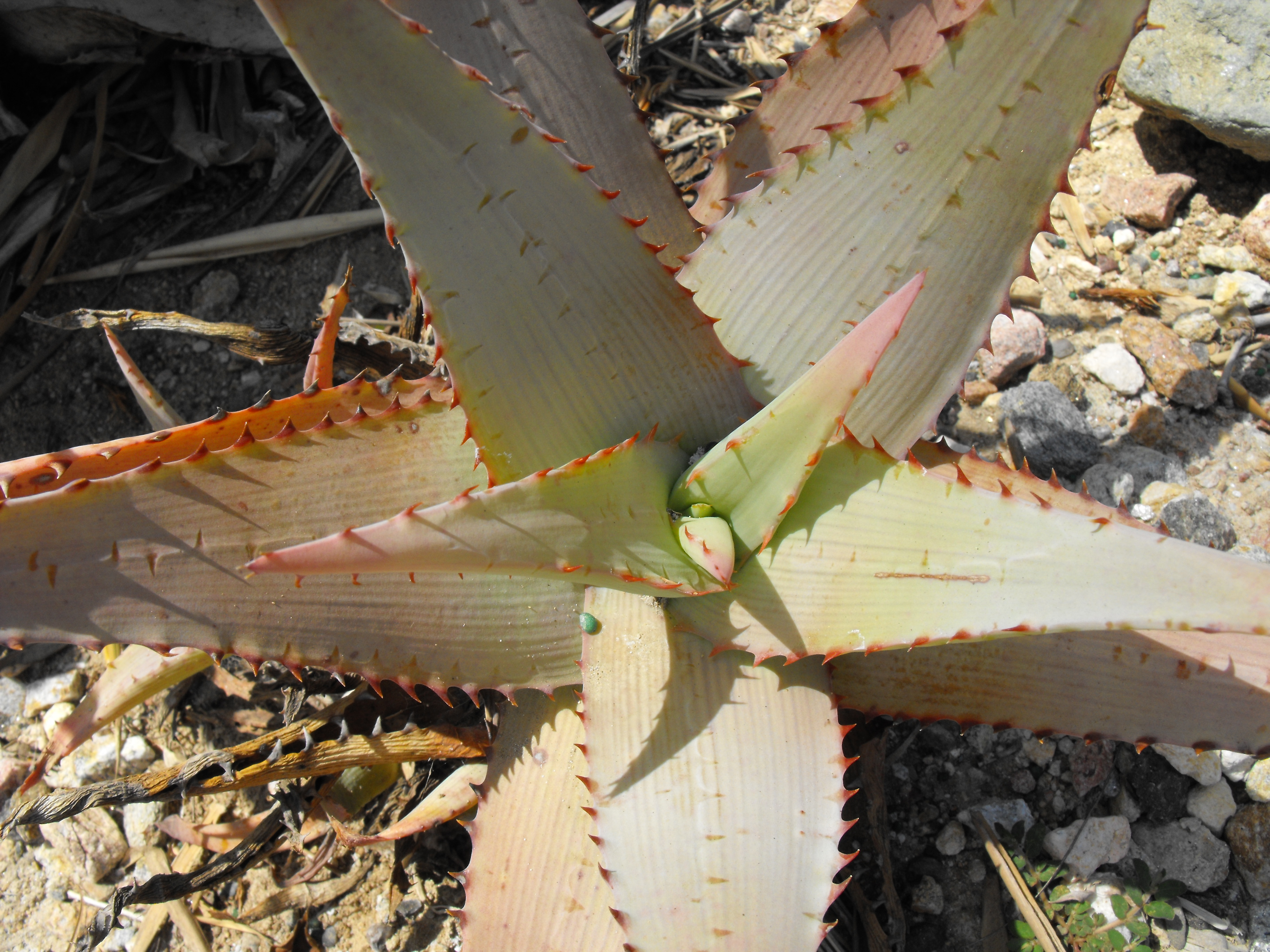
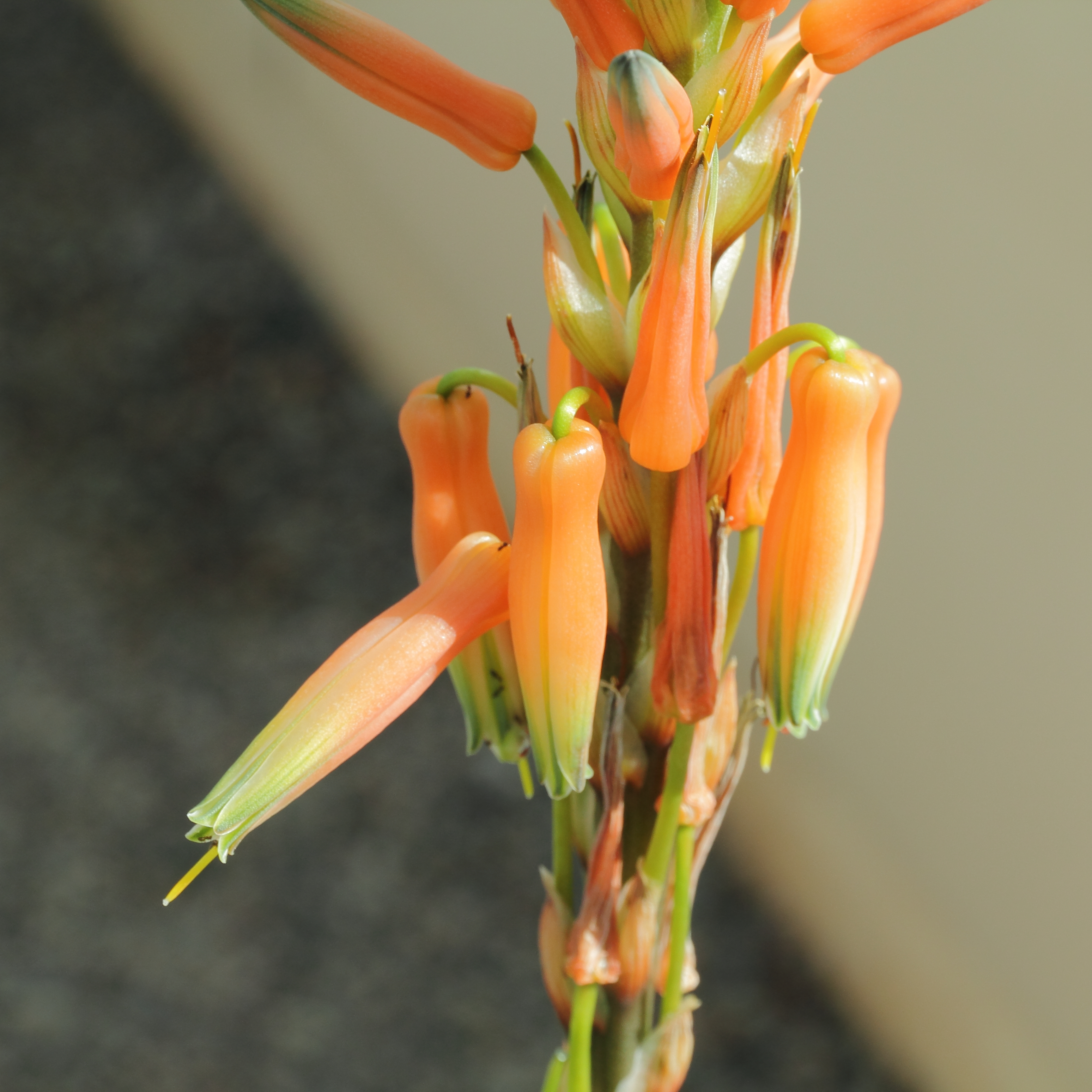
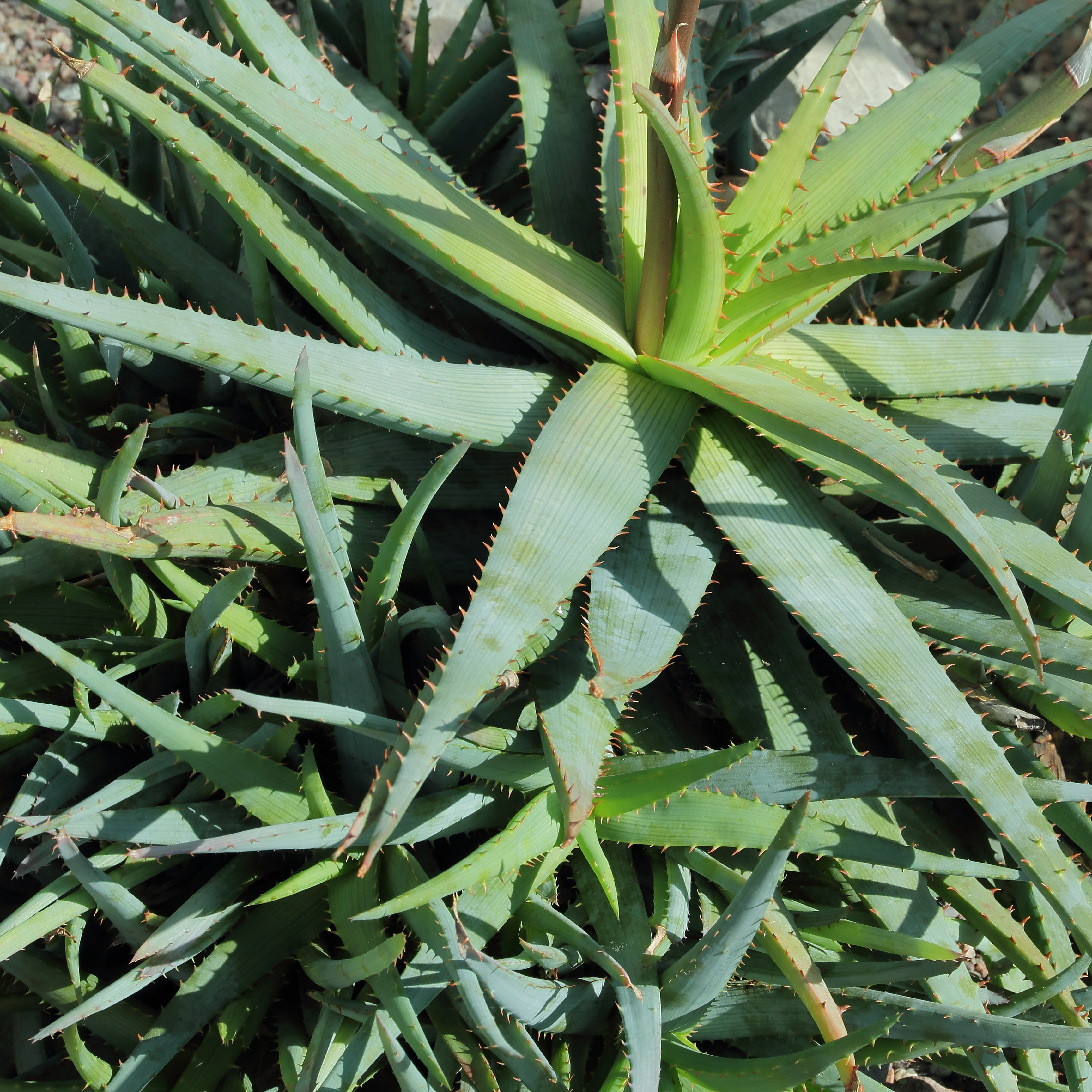